# Nuno Diogo
Nuno Miguel Pereira Diogo (Lisboa, 13 de Junho de 1981) é um futebolista português, que joga habitualmente a defesa.
Na época 2007/2008 estreou-se na primeira liga pelo Leixões Sport Club, tendo sido no entanto dispensado no final da época. Assinou depois pelo CS Otopeni, do campeonato romeno.